# Babylon 5: Der erste Schritt
Babylon 5: Der erste Schritt (Alternativtitel: Babylon 5 – Der Beginn der Zukunft) ist ein US-amerikanischer Science-Fiction-Film aus dem Jahr 1998. Er ist der erste von fünf Filmen aus der Babylon-Fernsehfilmreihe. Der Film wurde in Deutschland am 5. April 1999 auf VHS veröffentlicht.

## Handlung
Die Rahmenhandlung von „Der erste Schritt“ spielt 16 Jahre nach der Handlung der Fernsehserie im imperialen Palast auf Centauri Prime. Kurz vor seinem Tod erzählt der inzwischen deutlich gealterte Londo Mollari zwei im Palast lebenden Kindern eine Geschichte – die Geschichte des Erd-Minbari-Krieges, der ca. 35 Jahre zuvor begann. Londo fixiert sich dabei nicht auf einen Handlungsstrang, sondern befasst sich mit fast allen Hauptcharakteren der Fernsehserie und ihrer jeweiligen Rolle im Krieg. Er thematisiert wichtige Episoden des Krieges, die teilweise bereits aus der Fernsehserie bekannt sind und dort mehr oder weniger ausführlich schon zu sehen waren: Der Erstkontakt zwischen Menschen und Minbari und Dukhats Tod, die Zerstörung der Black Star durch John Sheridan, die Rolle der Centauri im Krieg, die Gedächtnislücke Jeffrey Sinclairs und die Kapitulation der Minbari in der entscheidenden Schlacht.

## Wissenswertes
Durch Rückblicke, Erwähnungen und Erinnerungen erfahren die Zuschauer der Fernsehserie im Verlauf der ersten vier Staffeln immer mehr über die Ereignisse während des Krieges. Der Film greift diese Ereignisse auf und erzählt sie weiter, erstmals in chronologischer Reihenfolge und im Zusammenhang. Hierzu wurden teilweise alte Szenen wiederverwendet, um zum einen Kosten zu sparen und zum anderen eine gewisse Konsistenz mit den Episoden der Serie zu wahren, in denen diese Ausschnitte bereits vorkamen.
Durch das Zusammenspiel von Rahmenhandlung in der Zukunft und Haupthandlung in der Vergangenheit handelt es sich bei diesem Film primär um ein Prequel, erst sekundär um eine Fortsetzung der Fernsehserie.
Die Rahmenhandlung des Films im imperialen Palast bildet inhaltlich eine Einheit mit einigen Szenen der Serienfolge „Tausend Jahre durch die Zeit“ der dritten Staffel, in denen ein Blick in die Zukunft – an genau diesen Ort zu genau dieser Zeit – geworfen wird.